# دوگه
دوگه (به مجاری:  Döge) یک منطقهٔ مسکونی در مجارستان است که در ناحیه کیش‌واردا واقع شده‌است. دوگه ۱۶٫۵۴ کیلومتر مربع مساحت و ۲٬۲۰۶ نفر جمعیت دارد.